# Leptogaster diluta
Leptogaster diluta là một loài ruồi trong họ Asilidae. Leptogaster diluta được Martin miêu tả năm 1964. Loài này phân bố ở vùng nhiệt đới châu Phi.